# Makrofil
Makrofil (megaphyl) – liść występujący u skrzypów, paproci, roślin nagozalążkowych i okrytozalążkowych. Zawiera rozgałęziony układ tkanek przewodzących (w postaci nerwów), stanowiący odgałęzienie walca osiowego łodygi. Nad odgałęzieniami z walca osiowego pozostają luki liściowe.
Hipoteza telomowa tłumaczy powstanie makrofili jako odgałęzienia telomów ulegające w toku ewolucji spłaszczeniu i rozrośnięciu.